# Epitaph (band)
Epitaph is een Duitse rockband.

## Geschiedenis
De geschiedenis van Epitaph begon in de winter van 1969/70 in de Dortmundse muziekclub Fantasio, in wiens keldervertrekken de Britten Cliff Jackson (zang, gitaar) en James McGillivray (drums) en de Duitser Bernd Kolbe (basgitaar) oefenden. Terwijl in de bovenvertrekken van de club bands als Yes, Black Sabbath en Colosseum concerten gaven, bereidde dit trio zich als Fagin's Epitaph op het souterrain voor op hun eerste optreden als rockband. In het voorjaar van 1970 verkaste de band naar Hannover, verkortte de naam naar Epitaph, wisselde van manager en gaf de eerste concerten. De band oefende voortaan in de kelder van de rockclub Mülltonne en werd zodoende de huisband. Gelijktijdig accepteerden de muzikanten, toen hun kwaliteiten overduidelijk werden als begeleidingsband van de bluespianist Günter Boas, een aanbod van Polydor en versterkten ze zich nog tijdens de opnamen van hun gelijknamige album met de gitarist Klaus Walz. Al in april 1972 stond deze formatie opnieuw in de studio om Stop, Look and Listen in te spelen.
Aan het einde van het jaar verliet McGillivray de band en werd vervangen door Achim Wielert. Er volgden talrijke optredens in Duitsland, waaronder het Klein Woodstock Open Air-festival in Scheeßel. In augustus en november 1973 ging Epitaph meteen twee keer op een uitgebreide tournee door de Verenigde Staten. Daarbij tekenden ze een contract bij Billingsgate Records en produceerden ze in Chicago hun derde album Outside the Law. In de zomer van 1974 werd Wielert vervangen door drummer Norbert "Panza" Lehmann (ex-Karthago) en startten ze in oktober een verdere tournee in de Verenigde Staten. Echter hoge transportkosten door de lange afstanden en de te lage toeschouwersaantallen dwongen de band tot een terugkeer naar Duitsland. Omdat bovendien hun label faillissement had aangevraagd, vreesden de muzikanten, dat ze moesten opdraaien voor de schulden van Billingsgate en besloten ze om de band in januari 1975 te ontbinden. Het contract met het label eindigde officieel op 8 augustus 1975, dienovereenkomstig was de band er vanaf midden augustus weer. Naast Jackson, Kolbe en Walz drumde McGillivray opnieuw bij de band. Bij een tv-uitzending voor Rockpalast hielp kortstondig de latere Eloy-drummer Fritz Randow uit.
In de zomer van 1977 verlieten Walz en Kolbe de band en werden vervangen door Heinz Glass (gitaar), Luitjen Harvey Jansen (basgitaar) en Michael Karch (keyboards). Na een concert in Boedapest voor meer dan 30.000 toeschouwers tekenden ze in 1979 een contract bij Brain Records en leverden ze de albums Return to Reality (1979) en See You in Alaska af. Zonder toetsenist presenteerde Epitaph zich met hun livealbum, dat tijdens de See You in Alaska-toer op de band werd gezet in Wertheim am Main, Dallau en Triburg. Vanaf de herfst herformeerde Jackson nog een keer de oude bezetting met Walz, Kolbe en Lehmann en produceerde voor Rockport Records het werk Danger Man, dat door het magazine Musikexpress echter als onbeduidend werd ervaren. Nadat in 1983 de complete installatie van de band werd gestolen in Dortmund en Epitaph volledig berooid waren, ontbond Jackson de band definitief. Klaus Walz verkaste na het verlaten van gitarist Klaus Hess naar de formatie Jane uit Hannover.
Epitaph ging ondanks alle ongunstige omstandigheden verder. Ter gelegenheid van het 15-jarige jubileumconcert van de band Grobschnitt gaven ze in 1986 als support een concert in de Stadthalle Hagen. De band speelde in dat jaar in een bijzondere bezetting met Cliff Jackson, Bernd Kolbe, Dirk Edelhoff en Ralf Bloch als drummer (ex-Red Rooster). Ook daarna gaf de band nog een hele reeks concerten in de regio.
Kolbe en Jackson brachten vanaf 1988 drie studioalbums uit met de hardrockband Domain (oorspronkelijk Kingdom). Tussentijds telde ook Kolbe tot de bezetting van Jane. In het voorjaar van 1998 werkte hij weer aan een Domain-album. Jackson leidde tot 2000 een zaak in muziekinstrumenten in Unna.
In 2001 startte Epitaph een comeback met een concert in de Lindenbrauerei in Unna met de bezetting Jackson, Kolbe, Glass en McGillivray. Een opname werd uitgebracht op cd. Na het reünieconcert verliet McGillivray weer de band en werd vervangen door Achim Wielert. In december 2004 trad Epitaph samen op tijdens het Krautrock Meeting met Amon Düül, Birth Control in Rockpalast. In 2005 verscheen daarvan een dubbel-dvd. In september 2007 kwam een nieuw album op de markt en ging de band in Duitsland op een clubtoer.

## Discografie

### Albums
- 1971: Epitaph (1971)
- 1972: Stop, Look and Listen (1972)
- 1974: Outside the Law (1974)
- 1979: Return to Reality (1979)
- 1979: Handicap Vol. I (1979)
- 1980: See You in Alaska (1980)
- 1980: Handicap Vol. II (1980)
- 1981: Live (1981)
- 1982: Danger Man (1982)
- 2001: Resurrection (2001)
- 2001: Live in the 21st Century (2001)
- 2007: Remember the Daze (2007)
- 2007: Live at Rockpalast (2007)
- 2009: Dancing With Ghosts (2009)
- 2014: The Acoustic Sessions (2014)
- 2016: Fire from the soul (2016)